# Trichopolia dentatella
Trichopolia dentatella är en fjärilsart som beskrevs av Grot 1883. Trichopolia dentatella ingår i släktet Trichopolia och familjen nattflyn. Inga underarter finns listade i Catalogue of Life.